# Nibelunghi
Nibelunghi ("Popolo delle nebbie", in norreno Niflúngar) è il nome dato dalla tradizione germanica a una stirpe mitologica di nani che viveva sotto terra e conosceva i segreti della fusione del ferro. Secondo il Nibelungenlied tale popolo era detentore di un vastissimo tesoro, in seguito conquistato dall'eroe Sigfrido; di qui il nome Nibelunghi passa ad indicare tutti i possessori del leggendario tesoro e soprattutto i principi dei Burgundi, Günther (anche conosciuto come Gunnarr o Gundicaro) e Hagen (Högni), designati anche con il patronimico "Gjúkungar" (figli di Gjúki).

## Nascita del mito
Non si sa chi abbia raccontato per primo le imprese dei Nibelunghi e da chi siano state trascritte. Il nucleo mitologico originario si è probabilmente formato intorno agli eventi del V-VI secolo, in particolare alla guerra tra i Burgundi e gli Unni. Dai Nibelunghi sarebbe infatti derivata la stirpe regale dei Burgundi, la popolazione che nel V secolo formò il primo nucleo di un regno romano-barbarico sulla riva sinistra del Reno. Le prime forme di narrazione scritta che raccontano le vicende dei Nibelunghi risalgono al XIII secolo.
La materia nibelungica è trattata in numerosissime opere, ma se ne distinguono due filoni principali, la tradizione germanica e quella nordica, le cui fonti principali sono:
- La canzone dei Nibelunghi (in tedesco Nibelungenlied) vasto poema epico tedesco dell'inizio del XIII secolo.
- un gruppo di carmi dell'Edda antica, raccolta di poesia eroica e mitologica scritta in Islanda nel XIII secolo, in particolare:
  - Grípisspá (La profezia di Grípir), in cui Grípir, zio di Sigfrido, predica al nipote il suo futuro;
  - Reginsmál (Il discorso di Reginn), in cui si narra l'infanzia di Sigfrido, educato dal fabbro Reginn;
  - Fáfnismál (Il discorso di Fáfnir), in cui si narra di come Sigfrido uccise il drago Fáfnir;
  - Sigrdrífomál (Il discorso di Sigrdrífa), in cui si narra il primo incontro tra Sigfrido e Brunilde;
  - Brot af Sigurðarkviðo (Frammento del carme di Sigurðr), in cui si racconta cosa accadde dopo la morte di Sigfrido;
  - Guðrúnarkviða in fyrsta (Il primo carme di Guðrún), in cui Guðrún piange la morte di Sigfrido;
  - Sigurðarkviða in skamma (Il carme breve di Sigurðr), in cui si narrano le vicende di Sigfrido fino alla morte di Brunilde;
  - Helreið Brynhildar (Il viaggio di Brynhildr verso gli inferi), in cui si narra della disputa tra Brunilde e una gigantessa sulla soglia di Hel (gli Inferi);
  - Guðrúnarkviða önnor (Il secondo carme di Guðrún), in cui Gudrun narra a Teodorico il grande i propri dolori;
  - Guðrúnarkviða in þriðja (Il terzo carme di Guðrún), in cui Gudrun, accusata di tradire il marito Atli, prova la propria innocenza;
  - Oddrúnargrátr (Il lamento di Oddrún), in cui Oddrún, sorella di Attila, piange la morte di Gunnarr, suo amante;
  - Atlakviða in grœnlenzka (Il carme groenlandese di Atli), in cui si narra la strage dei principi Niflúngar;
  - Atlamál in grœnlenzka (La canzone groenlandese di Atli), in cui si narra la strage dei principi Niflúngar e la vendetta di Guðrún;
  - Guðrúnarhvöt (L'incitamento di Guðrún), in cui Guðrún incita i figli a vendicare la morte di loro sorella;
  - Hamðismál (Il discorso di Hamðir) in cui si narra la morte dei figli di Guðrún;
- la Skáldskaparmál, la seconda parte dell'Edda in prosa, opera in prosa del XIII secolo sull'arte poetica; in questa sezione dell'opera Snorri Sturluson spiega il significato di numerosi Kenningar (metafore), raccontando la leggenda che ne sta alla base: nello spiegare i Kenningar per oro narra la leggenda dell'oro dei Niflúngar;
- la Saga dei Völsungar, opera islandese in prosa derivata dai carmi eddici eroici dell'Edda poetica (XIII secolo);

Altre opere di minore importanza che trattano lo stesso mito sono:
- Þiðreks saga af Bern, opera norvegese in prosa che raccoglie i racconti riguardanti Þiðrekr af Bern (XIII secolo): tra essi vi sono anche le vicende di Sigfrido e dei Niflúngar;
- Diu Klange o Nibelungenklage (Il lamento dei Nibelunghi), opera in poesia che riprende la canzone dei Nibelunghi;
- Nornagests þáttr (Racconto di Nornagestr), segmento della Saga di Óláfr Tryggvason, in cui il misterioso ospite di re Óláfr Nornagestr narra le vicende di Sigfrido e di altri eroi da lui conosciuti durante la sua lunghissima vita; tale racconto riprende quasi letteralmente diversi passi dell'Edda poetica, aggiungendo tuttavia anche elementi nuovi alla narrazione, come il duello tra Sigfrido e il gigante Starkaðr;
- Das Lied Vom Hürnen Seyfrid (Il canto di Seyfrid dalla pelle di corno), opera tedesca in poesia, risalente al XVI secolo, che narra la giovinezza di Sigfrido; in quest'opera Sigfrido uccide un drago e si cosparge il corpo con le corna fuse della creatura, rendendo la sua pelle dura come il corno; in seguito il giovane eroe affronta un secondo drago che ha rapito la principessa Krimhild, uccidendo anche il gigante Kuperan e impossessandosi del tesoro del re dei nani Nybling (Nibelungo).
- Historia Vom Dem Gehörnten Siegfried (La storia di Siegfried dalla pelle di corno), trasposizione di prosa del Das Lied Vom Hürnen Seyfrid;
- Rosengarten zu Worms (Il Giardino delle Rose a Worms), poema epico medio alto germanico in cui si narra del torneo che vide Dietrich von Bern e i suoi compagni affrontare Sigfrido e i principi Burgundi;
- Biterolf und Dietleib (Biterolf e Dietleib), poema del ciclo di Dietrich von Bern, in cui i campioni di Teodorico il Grande affrontano i principi di Worms e Sigfrido per vendicare un torto subito dal cavaliere Dietleib.
- Regin Smiður, Brinhildar Táttur e Høgna Táttur, canti delle isole Fær Øer che ripercorrono l'intera vicenda di Sigfrido e dei figli di Gjúki, Gunnar e Høgni;
- Grimilds Hæven (La vendetta di Grimild), ballata danese composta presumibilmente nel XIII o XIV secolo e trasmessa dapprima oralmente; fu messa per iscritto nel XVI secolo da Anders Sørensen; vi si narra come Kremold (Crimilde) inviti Gynter (Gunther), Godemaro (Gernot), Hagen e Falquor (Volker), con l'intenzione di ucciderli per vendicare la morte del marito Sigfrido, ucciso tempo prima da Hagen. Il sanguinoso scontro con re Kanselin (assimilabile forse ad Attila) porta alla morte di tutti i cavalieri, Kanselin compreso; il figlio di Hagen, Rancke, vendicherà in seguito la morte del padre.

I personaggi sono noti con nomi diversi nelle differenti tradizioni e talvolta vi sono differenze anche nel ruolo che svolgono nella storia.
- Sigfrido, Sivrit nella canzone dei Nibelunghi e nella maggior parte dei testi tedeschi antichi, Sigurðr in lingua norrena, Seyfrid nel Der Hürnen Seyfrid, Sjúrður nei canti delle isole Fær Øer, Seifrid nel Grimilds Hæven: è l'eroe uccisore del drago e possessore di uno smisurato tesoro; dopo avere promesso eterno amore a Brunilde sposa la principessa Burgunda Crimilde; Brunilde ne ordina allora la morte e l'eroe viene tradito e ucciso dai fratelli della moglie.
- Crimilde, Kriemhild nella canzone dei Nibelunghi, Guðrún nei testi norreni e canti faroesi, Grimhildr nella Þiðreks saga af Bern, Krimhild nel Der Hürnen Seyfrid, Kremold nel Grimilds Hæven: è la principessa dei Burgundi, sorella del re Gundicaro e sposa dell'eroe Sigfrido; alla morte di quest'ultimo va in moglie ad Attila, che opererà la strage dei principi Burgundi; nella tradizione germanica, è Crimilde stessa ad architettare la morte dei fratelli, desiderosa di vendicare il marito, in quella norrena lei cercherà invece di salvare i parenti dalle oscure macchinazioni del re degli Unni.
- Brunilde, Brünhild nel Nibelungenlied, Brynhildr o Sigrdrífa nei testi norreni, Brinhild nei canti faroesi: è una principessa guerriera, una Valchiria nella tradizione norrena; aveva promesso il suo amore a chi avesse superato determinate prove, delle quali il solo Sigfrido si era dimostrato all'altezza; Sigfrido tuttavia, usa la magia per aiutare Gundicaro a conquistare la fanciulla: sentendosi tradita, Brunilde ordina la morte dell'eroe, da lei amato, ma, dopo che questi è stato tradito e ucciso, la donna si uccide a sua volta. Nella tradizione norrena è sorella di Attila.
- Gundicaro nel Nibelungenlied, Gunnarr nella tradizione norrena, Gunnar in quella faroese, Gynter nel Grimilds Hæven: è il re dei Burgundi, detti talvolta Nibelunghi; dopo aver conquistato con l'inganno la mano di Brunilde è istigato dalla moglie a ordinare la morte del cognato Sigfrido; dopo essersi riconciliato con la sorella Crimilde, dà quest'ultima in sposa ad Attila; invitato a banchetto dal re degli Unni, cade nel tranello di quest'ultimo che vuole impossessarsi del tesoro dei Nibelunghi, un tempo appartenuto a Sigfrido; nella tradizione norrena viene gettato nella fossa dei serpenti e muore a causa del morso velenoso di una vipera, in quella germanica viene decapitato dalla sorella, ancora desiderosa di vendicare la morte del marito.
- Hagen nella canzone dei Nibelunghi, Högni nei testi in lingua norrena: è il più astuto e ingannevole dei Burgundi, nella tradizione norrena è fratello o fratellastro di Gunther, mentre in quella germanica è vassallo di quest'ultimo; egli ordisce la morte di Sigfrido, uccidendolo di persona nella tradizione germanica e affidando il compito a Godemaro in quella norrena; a differenza di Gundicaro egli non tenta di riappacificarsi con Crimilde dopo il delitto, ma, pur essendo più prudente e lungimirante del suo re, subisce la stessa sorte, morendo alla corte di Attila; nella tradizione norrena gli viene strappato il cuore, in quella tedesca è decapitato da Crimilde, nella Þiðrekr saga af Bern muore per le ferite riportate in seguito allo scontro con Þiðreks af Bern.
- Godemaro nel Nibelungenlied, Gernoz nella Þiðreks saga af Bern, Hjarnar nei canti delle isole Fær Øer, Gierlo nel Grimilds Hæven, può trovare un corrispettivo in Gotthormr o Gothormr dei testi norreni, mentre nella Þiðrekr saga af Bern Guthormr è un personaggio del tutto marginale ma distinto da Gernoz: egli è un principe dei Burgundi fratello (fratellastro nell'Edda in prosa) di Gundicaro e Crimilde; nella tradizione norrena è l'uccisore di Sigfrido; colpisce l'eroe mentre questi si trova a letto o, secondo altre fonti, mentre è nel bosco: Sigfrido prima di morire taglia a metà con la spada il proprio assassino. Nella tradizione germanica è un principe nobile e valoroso, contrario all'assassinio di Sigfrido, e, alla corte di Attila, muore uccidendo il margravio Rüdiger.
- Giselcaro, Gislher nella Þiðrekssaga, Gisler nei canti faroesi: è il più giovane dei principi Burgundi, assente nella tradizione norrena; viene fidanzato alla figlia del margravio Rüdiger, contro il quale nella canzone dei Nibelunghi si rifiuta di combattere, e del quale, nella Þiðreks saga af Bern è, al contrario, l'uccisore.
- Attila, Etzel nella canzone dei Nibelunghi, Atli nei testi norreni, Attila nella Þiðreks saga af Bern, Artala nei canti delle Fær Øer: è il secondo marito di Crimilde e invita alla propria corte i principi Burgundi, causandone, più o meno direttamente a seconda delle tradizioni, la morte. Secondo la Þiðreks saga af Bern e lo Høgna Táttur, canto delle Fær Øer, viene ucciso dal figlio di Hagen, che lo chiude nella sala dove era nascosto il tesoro dei Nibelunghi; nell'Edda poetica e nella Saga dei Völsungar è Crimilde (Guðrún) ad ucciderlo.
- Teodorico da Verona, chiamato Dietrich von Bern nei testi germanici (Bern è il nome medievale di Verona), Þiðrekr af Bern nella Þiðreks saga af Bern, Þjóðrekr nell'Edda poetica, Tíðrek nei canti faroesi: è l'eroe protagonista di un ciclo proprio di poemi e leggende; nelle vicende dei Nibelunghi ha un ruolo importante nella tradizione germanica: si racconta infatti che abbia combattuto più volte contro Sigfrido, uscendo sempre vincitore dai duelli; ospite di Attila, si trova controvoglia a combattere contro i principi Burgundi, ai quali era legato da amicizia, prendendo prigionieri Gunther e Hagen.
- Reginn, Mimir nella Þiðreks saga af Bern, non ha nome in Der Hürnen Seyfrid: è il fabbro-precettore di Sigfrido, in alcuni testi descritto come un nano; divenuto invidioso del figlioccio decide di liberarsene facendolo mangiare da suo fratello Fáfnir, il drago; Sigfrido, scoperto l'inganno, uccide entrambi i fratelli.
- Fáfnir, Regin nella Þiðreks saga af Bern, senza nome nella canzone dei Nibelunghi: è il drago ucciso da Sigfrido; è fratello di Reginn e possiede un enorme tesoro, di cui poi si impossessa il suo uccisore. Nel Der Hürnen Seyfrid i draghi uccisi da Sigfrido sono almeno due, ma senza nome.
- Uote nella canzone dei Nibelunghi, Grimhildr nei testi norreni, Oda nella Þiðrekssaga: è la madre di Gundicaro, Crimilde e degli altri principi Burgundi; nella tradizione norrena è una potente maga.

## Riproposizione in età moderna
In età moderna i manoscritti contenenti le diverse versioni della materia nibelungica vengono riscoperti in Germania e riscritti ai fini dell'esaltazione del carattere germanico, tema proprio del nazionalismo tedesco. Nel 1755 Johann Jakob Bodmer trova un manoscritto del Nibelungenlied e, nel clima preromantico e in seguito romantico, il poema diventa il poema nazionale del popolo tedesco. Il Nibelungenlied subisce fin dall'inizio una serie di riscritture, mescolando le fonti tedesche e quelle nordiche, cercando di ricostruire un ipotetico originale perduto.
La più celebre riscrittura del mito nibelungico è quella effettuata da Richard Wagner, che scrive e mette in musica il ciclo L'anello del Nibelungo, la cui composizione si svolge tra il 1848 e il 1874. È da notare comunque che il capolavoro wagneriano (letterario oltre che musicale) è sorto dalla fusione di vari miti ed elementi derivanti da numerose fonti più antiche del Nibelungenlied e meno dipendenti di questo dal pensiero cristiano: le saghe islandesi e scandinave sono la più vera e autentica fonte mitologica dell'Anello del Nibelungo.
Quest'opera immane nasce nel clima del '48: il ribelle Sigfrido che spezza la lancia del padre degli Dei, Wotan, simbolicamente accende la speranza di un cambiamento radicale. Lo scrittore irlandese George Bernard Shaw vide in Siegfried una trasposizione artistica del rivoluzionario anarchico russo Bakunin.
J. R. R. Tolkien ha riscritto la saga dei Nibelunghi durante i suoi anni di studi riguardanti la letteratura medievale Norrena, ispirandosi alle fonti Eddiche, cioè alle versioni islandesi della saga. Suo figlio Christopher Tolkien ha raccolto questi suoi appunti in un libro, uscito nel 2009, chiamato La leggenda di Sigurd e Gudrún.
Il tentativo cinematografico più riuscito di mettere in scena la saga dei Nibelunghi è stato quello del regista tedesco Fritz Lang, che con il lungo film muto in due parti I nibelunghi (in tedesco Die Nibelungen) ha creato un capolavoro del cinema..
Vengono inoltre citati nella canzone "La Certa" dell'album Exuvia di Caparezza

## Nella cultura di massa
La parola "Nibelunghi" compare anche nella serie dei Cavalieri dello zodiaco, in particolare nella parte della serie ambientata ad Asgard. I cavalieri di Atena dovranno salvarla dalle grinfie di Hilda, sacerdotessa di Odino, che è sotto l'influsso malefico dell'anello dei Nibelunghi.
Nella serie di videogiochi Valkyrie Profile, incentrata sulla mitologia scandinava, le tre valchirie, Lenneth, Silmeria e Hrist, e la principessa Alicia utilizzano una tecnica d'attacco denominata "Nibelung valesti", esplicito richiamo alla stirpe mitologica.
Per quanto riguarda il gioco World of Warcraft, la parola "Nibelunghi" si riferisce chiaramente alla classe dei nani, locati ad Ironforge, una città sotterranea dove è presente un'enorme fornace. Ironforge è il paradiso per il "blacksmith" principiante e medio. Il blacksmith è colui che fa il mestiere del fabbro nel gioco, ovvero chi fonde i minerali per creare armi e oggetti non comuni. La città sotterranea di Ironforge è circondata da un terreno innevato, altro particolare in comune con le terre e le mitologie norrene.
Il popolo dei "Nibelunghi" è anche citato nella Harlock Saga - L'anello dei Nibelunghi ' e in Capitan Harlock (film) quali adattamenti in chiave fantascientifica dell'opera di Wagner.
Anche nel film Army of Thieves l'anello dei Nibelunghi è citato attraverso i nomi delle casseforti inespugnabili che il protagonista del film, calatosi nei panni di un rapinatore, è chiamato a scassinare.
Alla canzone dei Nibelunghi vengono anche fatti cenni in una scena del film Django Unchained, film scritto e diretto da Quentin Tarantino, dove Brunilde  è il nome della moglie dello stesso Django (in verità Broomhilda, con un gioco di parole tra il nome Brunhilda e broom, 'scopa' in inglese, che richiama la sua condizione servile), della quale i due protagonisti sono alla ricerca fin dalle prime scene di questa epopea western.

## Traduzioni
- I Nibelunghi, Traduzione in italiano del testo e prefazione di Laura Mancinelli, Torino, Einaudi, 1972.